# アンネン・ポルカ (ヨハン・シュトラウス2世)

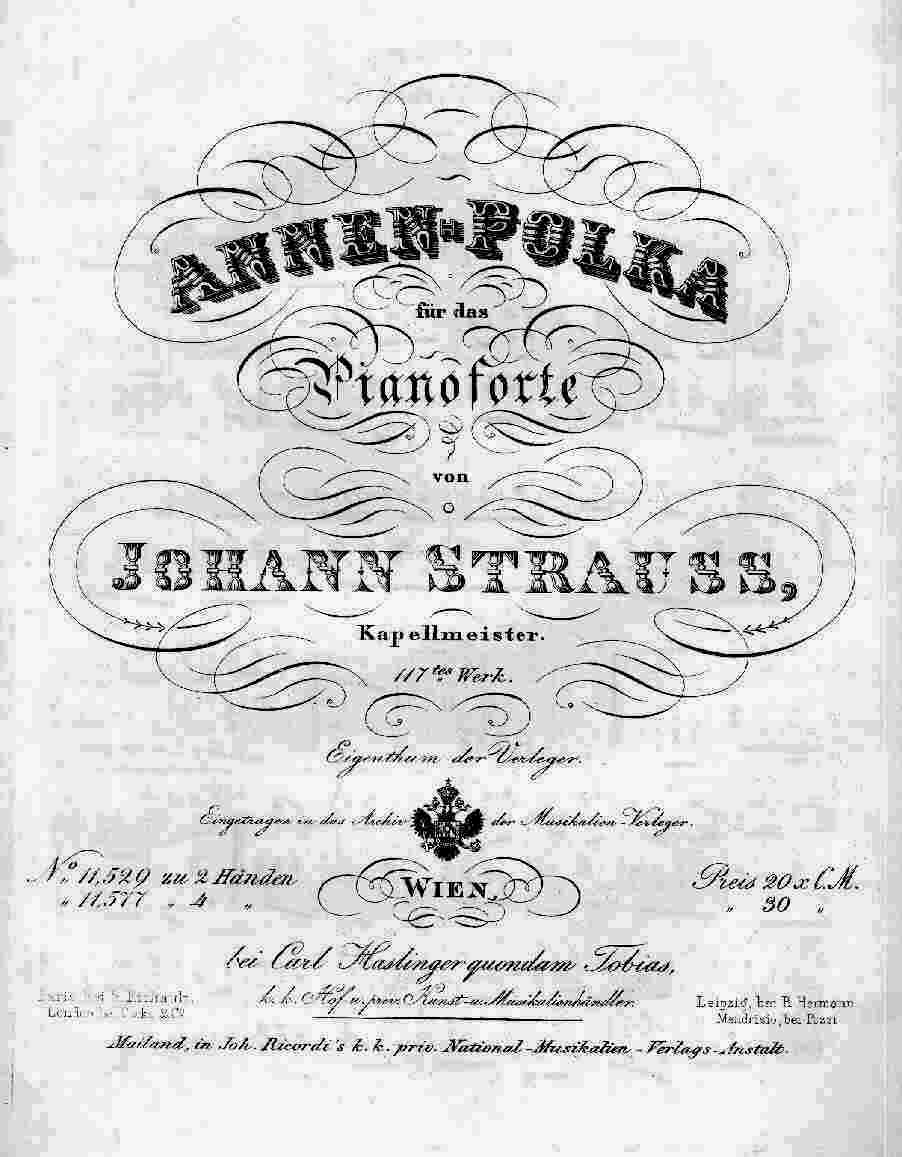
楽譜

『アンネン・ポルカ』（ドイツ語: Annen-Polka）作品117は、ヨハン・シュトラウス2世が作曲したポルカ。

## 解説

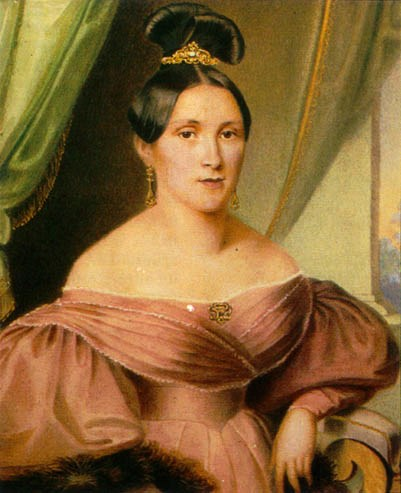
シュトラウス2世の母アンナの肖像画

1852年の聖アンナ祭（7月26日）の前夜祭に、ウイーン２区のプラーター遊園地内の4番地に当時存在していた娯楽施設レストラン『ツム・ヴィルデン・マン（荒くれ男亭）』の中庭で開催された「森の音楽祭」で初演され、人気を博した。聖アンナ祭のために作曲されたことは疑いないが、同時に愛する母アンナにひそかに捧げたものともいわれる。
同年にプロイセン王国へ演奏旅行に出かけた際、ヨハン2世は「アンネン・ポルカの作曲家」として紹介された。ヨハン2世は1856年にロシアの鉄道会社と契約を結び、夏のシーズンにはパヴロフスクの駅舎で演奏会を指揮するようになった。この初めてのロシア公演の際にも同様に、ヨハン2世は「アンネン・ポルカの作曲家」として紹介されている。
なお、父のヨハン・シュトラウス1世も同名の『アンネン・ポルカ』を1842年に作曲しており、こちらも有名な作品である。

## 使用作品
- Eテレ0655&2355 - 番組中のコーナー「トビなぞ」のBGMとして用いられる。
- パロディウスだ! - ファミリーコンピュータ版の3面BGMとしてアレンジされたものが使用されている。